# Personnages de Power Rangers RPM
Les personnages de Power Rangers : RPM sont des protagonistes éponymes de cette même série. Ils vivent dans la cité-dôme de Corinthe au milieu d'un monde apocalyptique. Chaque Ranger possède un numéro spécifique à chacun d'entre eux, défini sur leur tenue de Ranger(de couleur différentes).

## Personnages principaux

### Docteur K
Le mentor des Rangers qui a créé leur technologie et aussi la technologie Venjix. C'est un génie avec une inclination pour la musique ; elle utilise le violon et le clavier en travaillant, même conjointement avec un peu de son équipement. Bien que son identité ait été initialement masquée - elle ne parlait aux Rangers que par un écran d'ordinateur et en déformant sa voix - les Rangers apprennent plus tard que le docteur est en fait une jeune femme. À la suite de son enlèvement par l'organisme gouvernemental s’appelant "Soupe Alphabet", qui lui avait donné une éducation rigoureuse de scientifique, elle ne sait plus son propre nom ; enfermée dans Soupe Alphabet sous le prétexte qu'elle ne supportait pas les rayons du soleil, elle avait ensuite appris que ce n'était pas le cas et, créa le virus Venjix afin de pouvoir enfin s'enfuir de Soupe Alphabet, entraînant alors l'apocalypse car Venjix était programmé pour être un virus qui pensait par lui-même et qui pouvait intervenir sans interventions humaines. Plusieurs fois pendant la série, on fait référence à cette partie de son histoire. Le docteur ne sort que rarement de sa base d'opérations, et, au début, ne se réfère aux Rangers que par leurs couleurs, au lieu de leurs prénoms. Après l'arrivée de Gem et Gemma, elle devient plus accessible émotionnellement, essaye une approche plus encourageante et commence à se référer de temps en temps à chaque Ranger par son prénom, à l'exception de Ziggy, au grand dépit de celui-ci ; cependant, elle semble toujours avoir une meilleure impression de lui. Aux Rangers, elle dit : « Vous cinq, vous êtes la seule famille que j'aie jamais connue. Je vous aime tous. » Bien qu'elle ne soit en aucun cas un combattant physique, elle peut se défendre avec ses armes et son esprit, ainsi qu'avec un violon qu'elle avait amélioré à ces fins. Après la guerre, elle projette d'ouvrir une école d'enfants avec Ziggy.

### Venjix
Venjix est un virus créé par le Dr K, il s'est propagé dans le monde entier et a fait de sérieux dégâts.Il a eu deux corps de robots: le deuxième a été créé avec les pièces du général Shifter. Il est détruit quand Gem et Gemma font tomber le centre de commandes de Corinthe sur lui.